# جامعة نيويورك
جامعة نيويورك هي جامعة بحثية خاصة يقع مقرها الرئيسي في حي غرينتش فيلاج بمنهاتن بمدينة نيويورك. تعرف الجامعة اختصاراً ب «NYU» وقد تأسست عام 1831 وتعتبر اليوم أكبر مؤسسة خاصة غير هادفة للربح للتعليم العالي في الولايات المتحدة الأمريكية حيث يزيد إجمالي عدد طلابها على الخمسين ألف.
تنقسم الجامعة إلى 16 مدرسة عليا وكلية وقسم ولها ستة مقرات فرعية في منهاتن وبروكلين بنيويورك، كما أن لها مرافق تعليمية خارج الولايات المتحدة في لندن وباريس وفلورنسا وبراغ ومدريد وبرلين وأكرا وشنغهاي وبوينس آيرس بالإضافة إلى فرع لمدرسة تيش العليا للفنون في سنغافورة ومقرين فرعيين في تل أبيب (2009) وأبو ظبي (2010).
في عام 2008 اندمجت جامعة نيويورك مع جامعة نيويورك البوليتكنيكية مانحةً جامعة نيويورك مدرسة عليا للهندسة لأول مرة منذ ثلاثة عقود تحت اسم المعهد البوليتكنيكي العالي بجامعة نيويورك.
من بين خريجي وأساتذة الجامعة واحدٌ وثلاثون حاصلاً على جائزة نوبل، وستة عشر حاصلاً على جائزة بوليتزر وتسعة حاصلين على الميدالية الوطنية للعلوم وتسعة عشر حاصلاً على جائزة الأوسكار (أكثر من أي جامعة أمريكية أخرى) بالإضافة إلى فائزين بجوائز ايمي، غرامي، توني، آبل، ماك آرثر، غوغنهايم.

## أبرز الخريجين
- ثاديوس موت: ضابط أمريكي شارك في الحرب الأهلية الأمريكية وخدم في الجيش الخديوي المصري في القرن التاسع عشر.
- يوليوس أكسلرود (1912 - 2004) الحاصل على درجة الماجستير في العلوم عام 1941 والفائز بجائزة نوبل في الطب عام 1970
- جرترود إليون (1918 - 1999) الحاصلة على درجة الماجستير في العلوم عام 1941 والفائزة بجائزة نوبل في الطب عام 1988
- كليفورد شال (1915 - 2001) الحاصل على درجة الدكتوراه في العلوم عام 1941 والفائز بجائزة نوبل في الفيزياء عام 1994
- محمد البرادعي الحاصل على درجة الدكتوراه في القانون عام 1974 والفائز بجائزة نوبل للسلام عام 2005
- جون وودرف (1915 - 2007) الحاصل على درجتي البكالوريوس والماجستير في علم الاجتماع عامي 1939 1941 والفائز بميدالية ذهبية في دورة برلين الأوليمبية عام 1936
- موريس جانوويتز (1919 - 1988) الجامعي والباحث في السوسيولوجيا والعلوم السياسية
- آلان جرينسبان الحاصل على درجتي البكالوريوس والماجستير في الاقتصاد عامي 1948 و1950 ورئيس مجلس الاحتياطي الاتحادي (البنك المركزي) (1987 - 2006)
- جون باتريك شانلي المسرحي الأمريكي الحاصل على جوائز الأوسكار (1987) وبوليتزر وتوني (2005)
- ما يينغ جيو الحاصل على درجة الماجستير في القانون عام 1976 والرئيس الثاني عشر لجمهورية الصين
- غويليرمو إندرا الحاصل على درجة الماجستير في القانون عام 1963 ورئيس جمهورية بنما (1989 - 1994)
- محمد العفاسي الحاصل على درجة الماجستير في العلوم السياسية عام 1986 ونائب رئيس مجلس الوزراء الكويتي وزير العدل ووزير الشؤون الاجتماعية والعمل
- سوزان كير الحاصلة على شهادة دكتوراه عام 1987

## وصلات خارجية
- (بالإنجليزية) الموقع الرسمي لجامعة نيويورك
- (بالإنجليزية) جريدة واشنغتون سكوير نيوز الناطقة بلسان طلبة الجامعة
- (بالإنجليزية) الإذاعة الناطقة بلسان طلبة الجامعة